# Мудрик Михайло Петрович
Миха́йло Петро́вич Му́дрик (нар. 5 січня 2001, Красноград, Харківська область) — український футболіст, лівий вінгер лондонського «Челсі» і збірної України. Бронзовий призер молодіжного чемпіонату Європи 2023 у складі збірної України U-21. Переможець Ліги Конференцій 2025 у складі Челсі.

## Життєпис
Михайло Мудрик народився у Краснограді на Харківщині.

## Клубна кар'єра

### Шахтар
В основі «Шахтаря» дебютував 31 жовтня 2018 року, замінивши Жуніора Мораеса на 69-й хвилині матчу 1/8 фіналу Кубка України проти донецького «Олімпіка».
В лютому 2019 року на правах оренди перейшов до складу київського «Арсенала», а вже 3 березня дебютував у Прем'єр-лізі у грі проти того ж «Олімпіка», вийшовши на 87-й хвилині замість Владислава Калітвінцева.
На сезон 2019/20, після закінчення орендної угоди з «Арсеналом», повернувся до донецького «Шахтаря». Наприкінці сезону, коли донецька команда вже забезпечила собі «золото» національної першості, провів три матчі за «основу» у Прем'єр-лізі.
На початку серпня 2020 року до кінця сезону 2020/21 на умовах оренди перейшов до черінігівської «Десни».
Мудрика визнано найкращим гравцем «Шахтаря» в листопаді та грудні 2021 року за підсумками голосування вболівальників на офіційному сайті «гірників». Гравець також потрапив до альтернативної збірної УПЛ другого півріччя 2021 року за версією UA-Футбол.
З початком нового сезону Мудрик став лідером «Шахтаря», у якого були великі кадрові зміни через відхід легіонерів. За осінню частину чемпіонату України він забив 7 голів та віддав 7 гольових передач у 12 матчах. Гравець також проявив себе в Лізі чемпіонів, забивши 3 голи та віддавши 2 гольові передачі в 6 матчах. Його голи у ворота «Селтіка» двічі допомогли «Шахтарю» уникнути поразки. За підсумками 2022 року став найкращим гравцем «Шахтаря», а також став найкращим українським футболістом за версією газети «Український футбол».

### Челсі
У січні 2023 року «Шахтар» вів перемови з лондонським «Арсеналом» про трансфер гравця. Клуби були близькими до підписання угоди, але інший лондонський клуб — «Челсі» — зробив кращу пропозицію «Шахтарю». 15 січня гравець підписав контракт із «Челсі» до 2031 року, взявши 15 ігровий номер. За цей трансфер «Челсі» заплатив €70 млн + €30 млн у вигляді бонусів. Таким чином цей трансфер став найдорожчим трансфером із української Прем'єр-ліги, найдорожчим зимовим трансфером в англійській Прем'єр-лізі, а також зробив Мудрика найдорожчим українським футболістом, побивши рекорд Андрія Шевченка, за якого той же «Челсі» в 2006 році заплатив майже 44 млн євро.
21 січня 2023 року Мудрик дебютував за «Челсі» в матчі Прем'єр-ліги проти «Ліверпуля» на «Енфілді», вийшовши на заміну на 55-й хвилині замість Льюїса Голла, матч завершився внічию 0–0.
2 жовтня 2023 року в матчі проти «Фулгема» забив свій дебютний гол за «Челсі». 21 жовтня 2023 року відзначився голом у ворота лондонського «Арсенала», матч завершився внічию 2–2.
19 грудня 2023 року відзначився голом на 90+2-й хвилині у ворота «Ньюкасла» в матчі Кубку Футбольної ліги, перевівши матч у серію пенальті. У післяматчевій серії пенальті забив вирішальний гол та приніс перемогу своїй команді.
27 грудня втретє відзначився в складі «Челсі» у переможному матчі проти «Крістал Пелес», який закінчився з рахунком 2–1.
17 грудня 2024 року Англійська футбольна асоціація тимчасово відсторонила його після позитивного результату тесту на мельдоній, речовину, підвищення спортивних результатів якої є спірним, хоча вона була заборонена Всесвітнім антидопінговим агентством. 
У червні 2025 року Мудрику було офіційно звинувачено Футбольною асоціацією Англії у порушенні антидопінгових правил.

## Громадянська позиція
Граючи у «Челсі», Мудрик показав в Інстаграмі бутси, в яких виступає в англійській Прем'єр-лізі. На бутсах зображено синьо-жовтий прапор, шнурівки у кольорах українського прапора та напис: «Щодня, коли я одягаю свої бутси, я думаю про свою країну».

## Особисте життя
У листопаді 2023 року Михайло потрапив у скандал, розпочавши стосунки з російською моделлю Віолеттою Грачовою. Увечері 26 листопада у сторіс в українського гравця «Челсі» та російської моделі з'явилися фотографії з прогулянки на гелікоптері над Лондоном. Пізніше росіянка звернулася до українців.

## Статистика виступів

### Статистика клубних виступів
Статистичні дані наведено станом на 7 листопада 2024 року
| Сезон              | Команда            | Чемпіонат          | Чемпіонат | Чемпіонат | Національний кубок | Національний кубок | Національний кубок | Континентальні кубки | Континентальні кубки | Континентальні кубки | Інші змагання | Інші змагання | Інші змагання | Усього | Усього | Усього |
| Сезон              | Команда            | Ліга               | Ігор      | Голів     | Ліга               | Ігор               | Голів              | Ліга                 | Ігор                 | Голів                | Ліга          | Ігор          | Голів         | Ігор   | Голів  |        |
| ------------------ | ------------------ | ------------------ | --------- | --------- | ------------------ | ------------------ | ------------------ | -------------------- | -------------------- | -------------------- | ------------- | ------------- | ------------- | ------ | ------ | ------ |
| 2018–19            | «Шахтар»           | УПЛ                | 0         | 0         | КУ                 | 1                  | 0                  | ЛЧ                   | 0                    | 0                    | СКУ           | 0             | 0             | 1      | 0      |        |
| 2018–19            | «Арсенал»          | УПЛ                | 10        | 0         | КУ                 | 0                  | 0                  | —                    | —                    | —                    | —             | —             | —             | 10     | 0      |        |
| 2019–20            | «Шахтар»           | УПЛ                | 3         | 0         | КУ                 | 0                  | 0                  | ЛЧ                   | 0                    | 0                    | СКУ           | 0             | 0             | 3      | 0      |        |
| 2020–21            | «Десна»            | УПЛ                | 10        | 0         | КУ                 | 1                  | 0                  | —                    | —                    | —                    | —             | —             | —             | 11     | 0      |        |
| 2020–21            | «Шахтар»           | УПЛ                | 3         | 0         | КУ                 | 0                  | 0                  | ЛЄ                   | 0                    | 0                    | СКУ           | 0             | 0             | 3      | 0      |        |
| 2021–22            | «Шахтар»           | УПЛ                | 11        | 2         | КУ                 | 1                  | 0                  | ЛЧ                   | 7                    | 0                    | СКУ           | 0             | 0             | 19     | 2      |        |
| 2022–23            | «Шахтар»           | УПЛ                | 12        | 7         | —                  | —                  | —                  | ЛЧ                   | 6                    | 3                    | —             | —             | —             | 18     | 10     |        |
| Всього за «Шахтар» | Всього за «Шахтар» | Всього за «Шахтар» | 29        | 9         | —                  | 2                  | 0                  | —                    | 13                   | 3                    | —             | 0             | 0             | 44     | 12     |        |
| 2022–23            | «Челсі»            | АПЛ                | 15        | 0         | —                  | —                  | —                  | ЛЧ                   | 2                    | 0                    | —             | —             | —             | 17     | 0      |        |
| 2023–24            | «Челсі»            | АПЛ                | 31        | 5         | КА/КФЛ             | 5+5                | 1+1                | —                    | —                    | —                    | —             | —             | —             | 41     | 7      |        |
| 2024–25            | «Челсі»            | АПЛ                | 6         | 0         | КА/КФЛ             | 0+2                | 0+0                | ЛК                   | 5                    | 2                    | —             | —             | —             | 13     | 2      |        |
| Всього за «Челсі»  | Всього за «Челсі»  | Всього за «Челсі»  | 52        | 5         | —                  | 12                 | 2                  | —                    | 7                    | 2                    | —             | 0             | 0             | 71     | 9      |        |
| Всього за кар'єру  | Всього за кар'єру  | Всього за кар'єру  | 101       | 14        | —                  | 15                 | 2                  | —                    | 20                   | 5                    | —             | 0             | 0             | 136    | 21     |        |

### Статистика виступів за збірну
Станом на 19 листопада 2024 року
| Дата       | Місто       | Господарі            | Результат | Гості              | Турнір                                    | Голи | Примітки |
| ---------- | ----------- | -------------------- | --------- | ------------------ | ----------------------------------------- | ---- | -------- |
| 01-06-2022 | Глазго      | Шотландія            | 1 – 3     | Україна            | Відбір до ЧС 2022                         | -    | 72'      |
| 05-06-2022 | Кардіфф     | Уельс                | 1 – 0     | Україна            | Відбір до ЧС 2022                         | -    | 77'      |
| 08-06-2022 | Дублін      | Ірландія             | 0 – 1     | Україна            | Ліга націй УЄФА 2022—2023 - 1-й етап      | -    | 72'      |
| 11-06-2022 | Лодзь       | Україна              | 3 – 0     | Вірменія           | Ліга націй УЄФА 2022—2023 - 1-й етап      | -    | 78'      |
| 14-06-2022 | Лодзь       | Україна              | 1 – 1     | Ірландія           | Ліга націй УЄФА 2022—2023 - 1-й етап      | -    | 28'      |
| 21-09-2022 | Глазго      | Шотландія            | 3 – 0     | Україна            | Ліга націй УЄФА 2022—2023 - 1-й етап      | -    | 83'      |
| 24-09-2022 | Єреван      | Вірменія             | 0 – 5     | Україна            | Ліга націй УЄФА 2022—2023 - 1-й етап      | -    | 71'      |
| 27-09-2022 | Краків      | Україна              | 0 – 0     | Шотландія          | Ліга націй УЄФА 2022—2023 - 1-й етап      | -    | 17' 75'  |
| 26-03-2023 | Лондон      | Англія               | 2 – 0     | Україна            | Відбір до ЧЄ 2024                         | -    | 61'      |
| 12-06-2023 | Бремен      | Німеччина            | 3 – 3     | Україна            | товариський матч                          | -    | 78'      |
| 16-06-2023 | Скоп'є      | Північна Македонія   | 2 – 3     | Україна            | Відбір до ЧЄ 2024                         | -    | 90'      |
| 09-09-2023 | Вроцлав     | Україна              | 1 – 1     | Англія             | Відбір до ЧЄ 2024                         | -    | 90'      |
| 12-09-2023 | Мілан       | Італія               | 2 – 1     | Україна            | Відбір до ЧЄ 2024                         | -    | 58'      |
| 14-10-2023 | Прага       | Україна              | 2 – 0     | Північна Македонія | Відбір до ЧЄ 2024                         | -    | 87'      |
| 17-10-2023 | Та-Калі     | Мальта               | 1 – 3     | Україна            | Відбір до ЧЄ 2024                         | 1    |          |
| 20-11-2023 | Леверкузен  | Україна              | 0 – 0     | Італія             | Відбір до ЧЄ 2024                         | -    |          |
| 21-03-2024 | Зениця      | Боснія і Герцеговина | 1 – 2     | Україна            | Відбір до ЧЄ 2024                         | -    |          |
| 26-03-2024 | Вроцлав     | Україна              | 2 – 1     | Ісландія           | Відбір до ЧЄ 2024                         | 1    |          |
| 03-06-2024 | Нюрнберг    | Німеччина            | 0 – 0     | Україна            | товариський матч                          | -    | 64'      |
| 07-06-2024 | Варшава     | Польща               | 3 – 1     | Україна            | товариський матч                          | -    | 70'      |
| 11-06-2024 | Кишинів     | Молдова              | 0 – 4     | Україна            | товариський матч                          | -    | 68'      |
| 17-06-2024 | Мюнхен      | Румунія              | 3 – 0     | Україна            | ЧЄ 2024 - груповий етап                   | -    |          |
| 21-06-2024 | Дюссельдорф | Словаччина           | 1 – 2     | Україна            | ЧЄ 2024 - груповий етап                   | -    | 85'      |
| 10-09-2024 | Прага       | Чехія                | 3 – 2     | Україна            | Ліга націй УЄФА 2024—2025 - груповий етап | -    |          |
| 11-10-2024 | Познань     | Україна              | 1 – 0     | Грузія             | Ліга націй УЄФА 2024—2025 - груповий етап | 1    | 85'      |
| 14-10-2024 | Вроцлав     | Україна              | 1 – 1     | Чехія              | Ліга націй УЄФА 2024—2025 - груповий етап | -    |          |
| 16-11-2024 | Батумі      | Грузія               | 1 – 1     | Україна            | Ліга націй УЄФА 2024—2025 - груповий етап | -    | 84'      |
| 19-11-2024 | Тирана      | Албанія              | 1 – 2     | Україна            | Ліга націй УЄФА 2024—2025 - груповий етап | -    | 85'      |
| Усього     |             | Матчів               | 28        |                    | Голів                                     | 3    |          |

| Дата       | Місто       | Господарі          | Результат | Гості             | Турнір                             | Голи | Примітки         |
| ---------- | ----------- | ------------------ | --------- | ----------------- | ---------------------------------- | ---- | ---------------- |
| 03-06-2019 | Київ        | Україна            | 3 – 0     | Кіпр              | Товариський матч                   | -    | Вийшов на заміну |
| 05-06-2019 | Київ        | Україна            | 1 – 0     | Ізраїль           | Товариський матч                   | 1    | 60'              |
| 06-09-2019 | Запоріжжя   | Україна            | 0 – 2     | Фінляндія         | Кваліфікація молодіжного Євро-2021 | -    | 60'              |
| 10-09-2019 | Запоріжжя   | Україна            | 4 – 0     | Мальта            | Кваліфікація молодіжного Євро-2021 | -    | 76'              |
| 10-10-2019 | Плоєшті     | Румунія            | 3 – 0     | Україна           | Кваліфікація молодіжного Євро-2021 | -    | 71'              |
| 24-03-2021 | Анталія     | Україна            | 1 – 2     | Болгарія          | Товариський матч                   | -    | 63'              |
| 27-03-2021 | Анталія     | Україна            | 1 – 1     | Узбекистан        | Товариський матч                   | -    | 46'              |
| 29-03-2021 | Анталія     | Україна            | 2 – 3     | Словаччина        | Товариський матч                   | 1    | 78'              |
| 26-05-2021 | Київ        | Україна            | 0 – 1     | Азербайджан       | Товариський матч                   | -    |                  |
| 28-05-2021 | Київ        | Україна            | 0 – 2     | Узбекистан        | Товариський матч                   | -    | 46'              |
| 02-06-2021 | Стамбул     | Туреччина          | 1 – 1     | Україна           | Товариський матч                   | -    | 83'              |
| 07-09-2021 | Ковалівка   | Україна            | 2 – 1     | Вірменія          | Кваліфікація молодіжного Євро-2023 | 1    | 70'              |
| 08-10-2021 | Брест       | Франція            | 5 – 0     | Україна           | Кваліфікація молодіжного Євро-2023 | -    | 59' 74'          |
| 12-10-2021 | Запоріжжя   | Україна            | 1 – 0     | Фарерські острови | Кваліфікація молодіжного Євро-2023 | -    |                  |
| 11-11-2021 | Скоп'є      | Північна Македонія | 1 – 1     | Україна           | Кваліфікація молодіжного Євро-2023 | -    | 85'              |
| 16-11-2021 | Львів       | Україна            | 2 – 1     | Сербія            | Кваліфікація молодіжного Євро-2023 | -    |                  |
| 02-07-2023 | Клуж-Напока | Франція            | 1 – 3     | Україна           | Молодіжне Євро-2023 - чвертьфінал  | -    | 78'              |
| 05-07-2023 | Бухарест    | Іспанія            | 5 – 1     | Україна           | Молодіжне Євро-2023 - півфінал     | -    |                  |
| Усього     |             | Матчів             | 18        |                   | Голів                              | 3    |                  |

## Досягнення

### Командні
- «Шахтар»:
  - Чемпіон України: 2019/20, 2022/23
  - Володар Суперкубка України: 2021
- Молодіжна збірна України:
  - Бронзовий призер молодіжного чемпіонату Європи: 2023

### Індивідуальні
- Футболіст року в Україні: 2022[7]
- Найкращий молодий футболіст України: 2022[22]
- Премія «Золотий талант України» (2): 2021, 2022[23]
- Найкращий гравець року в «Шахтарі» (2): 2021, 2022[24][25]